# Cnestis polyphylla
Cnestis polyphylla là một loài thực vật có hoa trong họ Connaraceae. Loài này được Lam. mô tả khoa học đầu tiên năm 1789.